# Droga krajowa nr 54 (Węgry)
Droga krajowa nr 54 (węg. 54-es főút) – droga krajowa w komitacie Bács-Kiskun w środkowych Węgrzech. Długość - 99 km. Przebieg: 
- Sükösd – skrzyżowanie z 51
- Kecel
- Soltvadkert – wspólny odcinek z 53
- Kecskemét – skrzyżowanie z M5, z 5 i z 44